# Серхі Енріч
Серхі Енріч (ісп. Sergi Enrich, нар. 26 лютого 1990, Сьюдадела, Іспанія) — іспанський футболіст, нападник команди «Ейбар».
Вихованець юнацької футбольної академії «Мальорки». І хоча за основну команду Серхіо відіграв всього 6 поєдинків, він зміг суттєво заявити про себе у резервній команді Мальорка Б, яка виступає у третьому за ліком дивізіоні Іспанії.
12 липня 2015 року уклав дворічну угоду з Ейбаром.